# Giuseppe - Il re dei sogni
Giuseppe - Il re dei sogni (Joseph: King of Dreams) è un film d'animazione direct-to-video del 2000 diretto da Rob LaDuca e Robert C. Ramirez.
Basata sul racconto biblico di Giuseppe, narrato nella Genesi, nonché prequel del film Il principe d'Egitto (1998).

## Trama
Nella terra di Canaan Rachele, seconda moglie di Giacobbe, partorisce Giuseppe. Essendo Rachele stata considerata sterile, Giuda ipotizza che si tratti di un miracolo. Giuseppe diventa presuntuoso a causa del trattamento speciale riservatogli dai genitori, e i suoi fratellastri diventano sempre più gelosi di lui. Una notte, Giuseppe sogna un branco di lupi che attacca il gregge di pecore della famiglia. Il sogno si avvera il giorno dopo, ma i fratelli credono sia una coincidenza. Inoltre quella notte sogna di essere al centro dei suoi fratelli, che trasportano balle di fieno che si prostrano mentre la sua si innalza. Stanchi dei privilegi del figlio prediletto, i fratellastri gli strappano la tunica e lo buttano in un pozzo. Quella notte, i fratelli di Giuseppe lo vendono a un mercante di schiavi, dopodiché riportano la tunica ai genitori, convincendoli che Giuseppe sia stato ucciso dai lupi.
In Egitto, Giuseppe viene comprato da Potifar, il capitano delle guardie del faraone. Diventa un suo servitore fidato e si innamora della nipote di Potifar, Asenat. La moglie di Potifar, Zuleika, cerca di sedurre Giuseppe, ma lui rifiuta. La donna afferma falsamente di essere stata violentata da Giuseppe. Potifar ordina che Giuseppe venga giustiziato, ma Zuleika lo implora di non farlo. Potifar si rende conto che Giuseppe è innocente, ma ordina che venga mandato in prigione per preservare la sua reputazione. In cella, Giuseppe fa la conoscenza di due uomini, un coppiere e un panettiere, entrambi tormentati da dei sogni e Giuseppe li interpreta: a tre giorni da allora il primo uomo verrà scarcerato e ripreso al servizio del faraone, il secondo verrà decapitato. Tali sogni si avverano; al momento della liberazione del coppiere, Giuseppe lo supplica di raccontare al sovrano del suo dono così da poter essere liberato anche lui, ma il coppiere se ne dimentica.
Tempo dopo nella cella giunge Potifar, che rivela a Giuseppe che il coppiere del faraone sostiene che Giuseppe ha la capacità di interpretare i sogni e che il faraone è tormentato da un sogno che nessuno dei suoi saggi sa spiegare: il coppiere si è ricordato di Giuseppe. Potifar si scusa con Giuseppe per averlo imprigionato e lui lo perdona. Convocato a palazzo, Giuseppe interpreta i sogni del faraone come presagi di sette anni di abbondanza, seguiti da sette anni di carestia che porteranno l'Egitto alla rovina. Suggerisce di immagazzinare un quinto del raccolto di grano durante il periodo dei sette anni d'abbondanza, riserve che verranno distribuite al popolo negli anni di carestia. Impressionato, il faraone nomina Giuseppe signore di tutto l'Egitto con il titolo di "Zaphnath-Paaneah": l'unica autorità superiore a Giuseppe sarà quella del faraone stesso. Successivamente Giuseppe e Asenat si sposano e hanno due figli: Manasse ed Efraim.
Durante i sette anni di carestia, i fratelli di Giuseppe arrivano in Egitto per comprare del grano, offrendosi di pagarlo con l'argento ricavato dalla vendita di Giuseppe, ma egli, infuriato con loro per essere stato tradito e venduto, ordina loro di portare Beniamino, l'altro figlio di Rachele; prima che se ne vadano fa arrestare Simeone. I fratelli ritornano con Beniamino, il quale racconta a Giuseppe della morte di Rachele e che il padre è preoccupato per lui, oltre al fatto che, stando a quanto gli è stato detto, suo fratello Giuseppe venne divorato dai lupi anni fa. Giuseppe quindi fa scarcerare Simeone e invita i fratelli a un banchetto.
Dopo la festa, Giuseppe accusa i fratelli di averli derubati. Si mette quindi a tagliare i loro sacchi di grano e da quello di Beniamino fuoriesce la coppa d'oro di Giuseppe. Egli ordina che Beniamino venga arrestato, ma gli altri fratelli si offrono al suo posto, purché il fratello minore venga lasciato libero. Giuseppe domanda come mai farebbero tanto per un fratellastro viziato (come successe a lui), e i fratelli confessano la verità su ciò che fecero a Giuseppe e che per tutto quel tempo sono stati consumati dal rimorso e dal senso di colpa. Giuseppe capisce che essi sono davvero cambiati e, rivelatosi, si scusa con loro per essersi sempre ritenuto un gradino sopra di loro, mentre essi si scusano a loro volta per averlo tradito nonostante fosse un miracolo divino. Giuseppe e i suoi fratelli accompagnano tutti gli abitanti di Canaan, compreso Giacobbe e le famiglie degli stessi fratelli, ad abitare anche loro nel regno d'Egitto.

## Personaggi
- Giuseppe: è il figlio prediletto di Giacobbe e Rachele, venduto dai fratellastri gelosi a dei mercanti di schiavi in viaggio per l'Egitto. Diventa poi viceré d'Egitto e lo salva dalla carestia in arrivo.
- Giacobbe: è il padre di Giuseppe e degli altri undici figli, avuti da almeno due donne diverse.
- Giuda: è il quarto figlio di Giacobbe. È Giuda che ha deciso di vendere Giuseppe come schiavo, con cui si scusa alla fine del film, pregandolo di non fare del male al fratello minore Beniamino.
- Ruben: è il primo figlio di Giacobbe, l'unico a non voler uccidere Giuseppe, ma solo nasconderlo in un pozzo.
- Simeone: è il secondo figlio di Giacobbe, uno dei figli più violenti insieme a Levi. Verrà imprigionato da Giuseppe in Egitto per vendicarsi, ma poi lo libera quando gli altri fratelli portano Beniamino, il figlio minore, in Egitto.
- Rachele: è la madre di Giuseppe e Beniamino, morirà durante il parto di quest'ultimo, senza rivedere Giuseppe almeno un'ultima volta.
- Asenat: è la moglie di Giuseppe e nipote del padrone Potifar. Da Giuseppe avrà due figli: Efraim e Manasse, che appaiono verso la fine del film.
- Potifar: è il marito di Zuleika e zio di Asenat, comprerà Giuseppe come schiavo, ma lo promuoverà capo degli schiavi per la sua intelligenza e astuzia.
- Zuleika: è la moglie di Potifar e zia di Asenat, tenterà di corteggiare Giuseppe: respinta, inventa la storia ma a parti invertite, in compenso supplica il marito di non mettere a morte Giuseppe, facendogli capire in silenzio come le cose sono andate.
- Faraone: è il re dell'Egitto tormentato da un sogno ricorrente, il cui significato sarà spiegato da Giuseppe, che proporrà la soluzione relativa al problema che il sogno vuole dire e verrà nominato viceré proprio per questo.
- Levi: è il terzo figlio di Giacobbe, uno dei più violenti insieme a Simeone.
- Il coppiere: è uno dei funzionari del faraone, imprigionato insieme al panettiere e a Giuseppe ma poi liberato, come spiega anche Giuseppe interpretando il suo sogno. Rilasciato, si dimentica di Giuseppe per un po'.
- Il panettiere: è un altro dei funzionari del faraone, imprigionato insieme al coppiere e a Giuseppe e poi decapitato, come spiegato da Giuseppe interpretando il sogno del condannato.
- Beniamino: è l'ultimo figlio di Giacobbe, avuto sempre con Rachele, la quale morirà subito dopo il parto. Giuseppe fingerà di accusarlo di aver rubato una coppa d'oro per vedere se i fratelli tengono a lui o sono gelosi e ingiusti come quando lo erano con lui prima di venderlo come schiavo in Egitto.
- Issacar: è il nono figlio di Giacobbe.

## Doppiaggio
| Personaggio          | Doppiatore originale | Doppiatore italiano                                    |
| -------------------- | -------------------- | ------------------------------------------------------ |
| Giuseppe             | Ben Affleck          | Alessandro Quarta (dialoghi) Roberto Stafoggia (canto) |
| Giuda                | Mark Hamill          | Antonio Palumbo                                        |
| Giacobbe             | Richard Herd         | Franco Zucca (dialoghi) Ermavilo (canto)               |
| Rachele              | Maureen McGovern     | Aurora Cancian (dialoghi) Paola Folli (canto)          |
| Asenat               | Jodi Benson          | Georgia Lepore (dialoghi) Renata Fusco (canto)         |
| Zuleika              | Judith Light         | Gabriella Borri                                        |
| Potifar              | James Eckhouse       | Massimo Lodolo                                         |
| Faraone              | Richard McGonagle    | Michele Kalamera                                       |
| Simeone              | Steven Weber         | Maurizio Romano                                        |
| Mercante di schiavi  | Steven Weber         | Gerolamo Alchieri                                      |
| Banditore            | Dan Castellaneta     | Mario Bombardieri                                      |
| Venditore di cavalli | Dan Castellaneta     | Luca Dal Fabbro                                        |
| Coppiere             | René Auberjonois     | Paolo Lombardi                                         |
| Panettiere           | Ken Campbell         | Carlo Reali                                            |
| Ruben                | Tom Virtue           | Franco Mannella                                        |
| Levi                 | Jeff Bennett         | Roberto Draghetti                                      |
| Issacar              | Jess Harnell         | Nino D'Agata                                           |
| Mercante             | Jess Harnell         |                                                        |
| Beniamino            | Matt Levin           | Alessandro Tiberi                                      |

## Musiche
Tutte le armonie furono composte ed arrangiate da Danny Pelfrey, che prese ispirazione dalle musiche de Il principe d'Egitto di Hans Zimmer. I brani e i rispettivi testi in lingua originale furono scritti da John Bucchino, ma non uscì mai una soundtrack ufficiale del film.
- Miracle Child - (C'è un miracolo in me)
- Bloom - (Canzone di Rachele)
- Marketplace - (Uno schiavo)
- Whatever Road's at Your Feet - (Tu devi scegliere qual è la tua via)
- Better than I - (Tu vedi più lontano di me)
- More than You Take - (Impara a dare)
- Bloom Asenath (Asenath Ripresa)
- Better than I, the End - (Tu vedi più lontano di me, ripresa finale)

## Riconoscimenti
| Anno | Candidato | Categoria                                                                    | Risultato       |
| ---- | --- | ---------------------------------------------------------------------------- | --------------- |
| 2000 | "Better Than I" | Video Premier Award for Best Song                                            | Vincitore/trice |
| 2001 | Joseph: King of Dreams | Silver Angel Award for Feature Film                                          | Candidato/a     |
| 2001 | Joseph: King of Dreams | Annie Award for Outstanding Achievement in an Animated Home Video Production | Candidato/a     |
| 2001 | Penney Finkelman Cox (executive producer) Steve Hickner (executive producer) Jeffrey Katzenberg (executive producer) Ken Tsumura (producer) | DVD Exclusive Video Premiere Award for Best Animated Video Premiere          | Vincitore/trice |
| 2001 | Eugenia Bostwick-Singer Marshall Goldberg Raymond Singer Joe Stillman                                                                       | DVD Exclusive Video Premiere Award for Best Screenplay                       | Vincitore/trice |
| 2001 | Ben Affleck (voice) Luc Chamberland (animation director: Joseph)                                                                            | DVD Exclusive Video Premiere Award for Best Animated Character Performance   | Candidato/a     |
| 2001 | Rob LaDuca Robert C. Ramirez | DVD Exclusive Video Premiere Award for Best Directing                        | Candidato/a     |
| 2001 | Daniel Pelfrey | DVD Exclusive Video Premiere Award for Best Original Score                   | Candidato/a     |